# Gorączka krwotoczna Ebola
Gorączka krwotoczna Ebola, choroba wywołana przez wirus Ebola, EHF (od ang. Ebola hemorrhagic fever), EVD (od ang. Ebola virus disease) – ciężka, często śmiertelna choroba zakaźna wywołana przez wirus Ebola. Zgodnie z Międzynarodową Statystyczną Klasyfikacją Chorób i Problemów Zdrowotnych jest zaliczana do kategorii trzyznakowej A98: „Inne wirusowe gorączki krwotoczne niesklasyfikowane gdzie indziej”.
Objawy choroby pojawiają się od dwóch dni do trzech tygodni od zakażenia wirusem, najczęściej okres inkubacji choroby wynosi od 8 do 10 dni. Choroba zaczyna się od gorączki (ponad 38,5 °C), bólu głowy, mięśni i gardła oraz znacznego osłabienia. W następnym etapie choroby występują wymioty, biegunka, wysypka, zaburzenia czynności nerek i wątroby, a w części przypadków krwawienia zarówno wewnętrzne, jak i zewnętrzne.
Epidemia choroby rozpoczyna się od osób, które miały kontakt z krwią lub innymi płynami ustrojowymi zakażonych zwierząt, takich jak małpy czy owocożerne nietoperze. Uważa się, że naturalnym rezerwuarem zarazków są owocożerne nietoperze, jednak pomimo intensywnych badań nie zostało to potwierdzone. Następnie wiriony mogą być przenoszone pomiędzy ludźmi poprzez bezpośredni kontakt z krwią i innymi płynami ustrojowymi chorych oraz zmarłych na tę chorobę osób, a także poprzez bezpośredni kontakt z przedmiotami skażonymi przez ich krew i inne płyny ustrojowe. Osoby, które przebyły chorobę, mogą przekazywać wirusa poprzez niezabezpieczone kontakty seksualne przez 7 tygodni od wyzdrowienia.
Zaliczana jest do wirusowych gorączek krwotocznych. Tym samym w Polsce, zgodnie z ustawą z dnia 5 grudnia 2008 r. o zapobieganiu oraz zwalczaniu chorób zakaźnych u ludzi (Dz.U. z 2023 r. poz. 1284), osoby chore na gorączkę krwotoczną Ebola podlegają obowiązkowej hospitalizacji, a osoby zdrowe, które pozostawały w styczności z chorymi na tę chorobę, podlegają obowiązkowej kwarantannie lub nadzorowi epidemiologicznemu przez okres nie dłuższy niż 21 dni (art. 34 i 35 ustawy).
Największą do tej pory epidemią tej choroby zarówno pod względem liczby zachorowań, jak i liczby przypadków śmiertelnych, była epidemia gorączki krwotocznej Ebola w Afryce Zachodniej.

## Etiologia

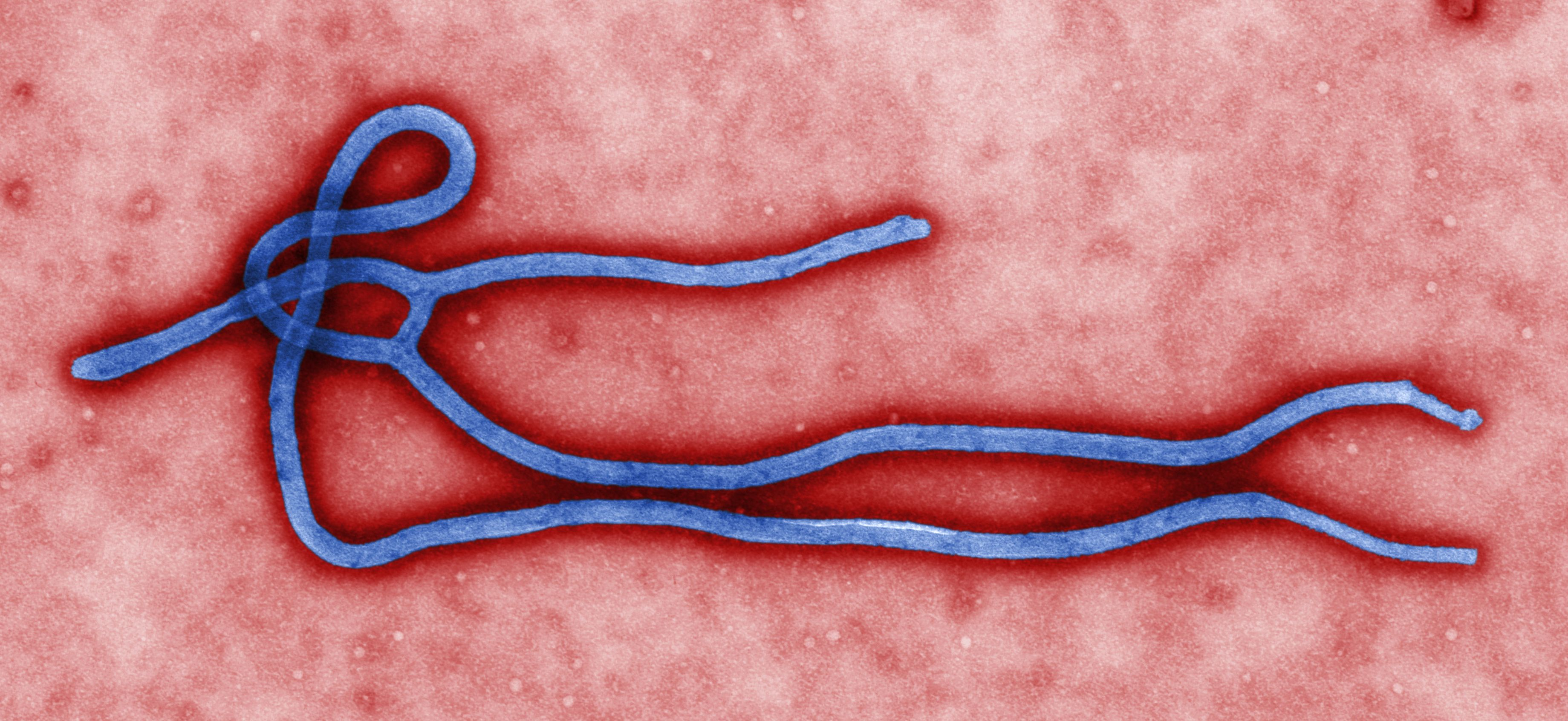
Wirus Ebola, obraz mikroskopowy wirionu (CDC, 2011)

Czynnikiem etiologicznym gorączki krwotocznej są wirusy należące do rodzaju Ebolavirus wirusów RNA z rodziny Filoviridae. Choroba wywoływana jest u ludzi przez wirusy należące do czterech z pięciu znanych gatunków rodzaju Ebolavirus – Zaire ebolavirus, Bundibugyo ebolavirus, Sudan ebolavirus, Taï Forest ebolavirus. Pierwszy z nich jest gatunkiem typowym całego rodzaju. Pierwsze trzy wywoływały epidemie gorączki krwotocznej Ebola, czwarty jest znany z jednego przypadku zachorowania. Gatunek Reston ebolavirus wywołuje gorączkę krwotoczną u małp. Wirusy poszczególnych gatunków są nazywane odpowiednio: wirus Ebola (ang. Ebola virus, EBOV), wirus Bundibugyo (ang. Bundibugyo virus, BDBV), wirus Sudan (ang. Sudan virus, SUDV), wirus Taï Forest (ang. Taï Forest virus, TAFV) i wirus Reston (ang. Reston virus, RESTV). Nazwa „wirus Ebola” jest używana potocznie dla określenia wszystkich wirusów rodzaju Ebolavirus.

## Historia epidemii

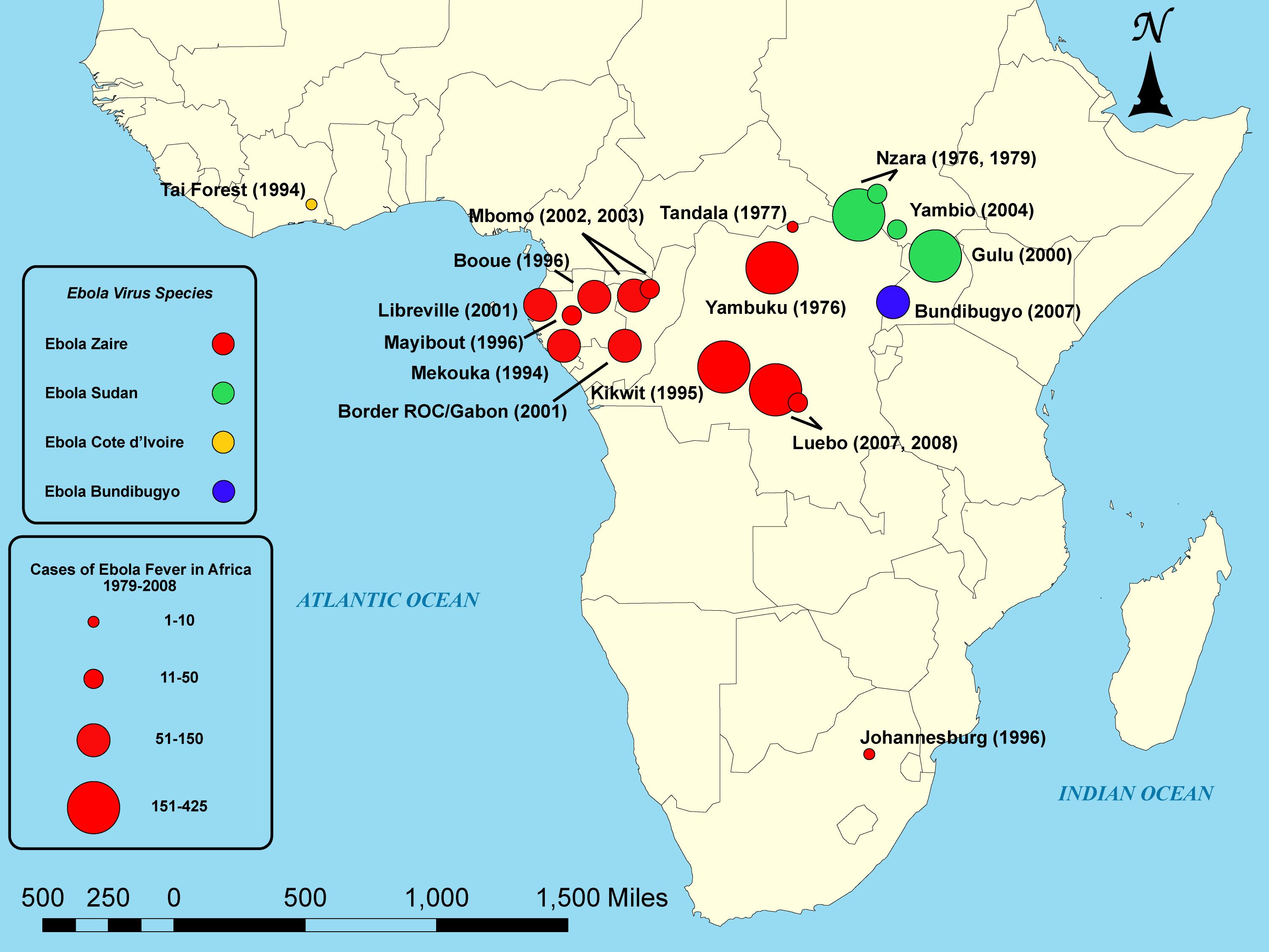
Epidemie gorączki krwotocznej Ebola w Afryce w latach 1979–2008

Pierwsze przypadki choroby opisano w roku 1976 w Zairze, w okolicach Yambuku nad rzeką Ebola. Choroba, którą wywołał szczep Zaire, cechowała się bardzo wysoką śmiertelnością – spośród 318 chorych 280 (88%) zmarło.
W tym samym roku w Sudanie, w rejonie Nzara i Maridi, stwierdzono 284 zachorowania wywołane biotypem ebola-sudan (śmiertelność – 53%). W obu epidemiach odnotowano dużą liczbę zakażeń szpitalnych wśród personelu medycznego.
W 1976 zanotowano jeszcze jedno, zakończone wyzdrowieniem, zakażenie laboratoryjne wywołane biotypem ebola-sudan w Wielkiej Brytanii, a rok później pojedyncze ognisko w Zairze (zgon, wirus Zaire).
W 1979 podtyp Sudan wywołał kolejną epidemię w Nzara. Na 34 (33 według danych WHO) chore osoby, 22 zmarły (65%).
W latach 1989–1990 w Stanach Zjednoczonych i na Filipinach, a w 1992 we Włoszech, przeciwciała przeciwko wirusowi Ebola wykrywano u ludzi mających kontakt z makakami jawajskimi pochodzącymi z Filipin. Niegroźny dla ludzi szczep wyizolowany w Reston (Wirginia) nazwano Ebola-reston.
W 1994 epidemia spowodowana biotypem Ebola-zaire wystąpiła w kopalniach złota położonych w lasach deszczowych na terenie Gabonu. Spośród 52 osób, które zachorowały, 31 (60%) umarło.
W tym samym roku choroba wystąpiła u osoby przeprowadzającej autopsję u dzikiego szympansa z Wybrzeża Kości Słoniowej – podtyp nazwano Côte d’Ivoire.
W 1995 do kolejnej dużej epidemii doszło w pobliżu Kikwit w Zairze. Dochodzenie epidemiologiczne pozwoliło ustalić, że przypadkiem pierwotnym był pacjent, który pracował w lesie w pobliżu miasta. Zanotowano 315 zachorowań spowodowanych Ebola-zaire, 250 śmiertelnych (81%).
Rok później choroba dwukrotnie pojawiała się w Gabonie. W wyniku infekcji wirusem ze szczepu Ebola-zaire w okolicach miejscowości Mayibout (prowincja Woleu-Ntem) i Booué (prowincja Ogowe-Ivindo) zmarło 66 spośród 97 chorujących osób. W obu przypadkach ogniska pierwotne powstały prawdopodobnie przez kontakt z chorymi szympansami. Wirus Ebola został też zawleczony do Republiki Południowej Afryki, gdzie zachorował lekarz zajmujący się chorymi w Gabonie oraz pielęgniarka, która się nim zajmowała w Johannesburgu. Kobieta zmarła.
W roku 1996 ponownie wykrywano także przypadki wystąpienia wirusa szczepu Reston w Stanach Zjednoczonych i na Filipinach.
Lata 2000-2003 to kolejne epidemie w Afryce Środkowej. W Ugandzie, w największej notowanej w historii epidemii, wirus podtypu Sudan spowodował 425 zachorowań, w tym 224 zakończone zgonem. Choroba wystąpiła w dystryktach Gulu, Masindi i Mbarara. Następne przypadki gorączki krwotocznej stwierdzano na granicy Gabonu i Kongo oraz w dystryktach Kellé i Mbomo (Kongo, departament Cuvette-Ouest), a czynnikiem etiologicznym był wirus Ebola-zaire. W sumie, podczas czterech epidemii zakażeniu uległo 300 osób, z czego 253 zmarły (84%).
W południowym Sudanie (region Yambio) Ebola-Sudan wywołał w 2004 zachorowania u 17 osób. 7 pacjentów dotkniętych gorączką Ebola zmarło.
W 2005 12 przypadków (9 śmiertelnych) opisano w Etoumbi i Mbomo (departament Cuvette-Ouest).
We wrześniu 2007 potwierdzono wystąpienie choroby w prowincji Kasai Zachodnie w Demokratycznej Republice Konga. Sytuację epidemiologiczną komplikował fakt jednoczesnego występowania dyzenterii i duru brzusznego. Na dzień 3 października 2007 potwierdzono laboratoryjnie 25 przypadków zakażeń wirusem Ebola.
30 listopada 2007 potwierdzono wybuch epidemii w dystrykcie Bundibugyo w zachodniej Ugandzie. Na dzień 7 grudnia 2007 opisuje się 93 podejrzenia choroby, w tym 22 przypadki śmiertelne. Laboratoryjnie potwierdzono u 9 osób występowanie nowej odmiany wirusa.
W grudniu 2013 prawdopodobnie miał miejsce pierwszy przypadek zachorowania na gorączkę krwotoczną Ebola w Afryce Zachodniej (w Gwinei), który zapoczątkował największą jak do tej pory epidemię tej choroby. 23 marca 2014 rząd Gwinei poinformował oficjalnie Światową Organizację Zdrowia o wybuchu epidemii gorączki krwotocznej Ebola w czterech południowo-wschodnich prefekturach kraju. Epidemia rozprzestrzeniła się na sąsiednie kraje: Liberię i Sierra Leone), pojedyncze przypadki zachorowań odnotowano też w Mali, Nigerii, Senegalu, Hiszpanii, Stanach Zjednoczonych i Wielkiej Brytanii. Do 4 stycznia 2015 włącznie odnotowano 20 567 zachorowań, z których 13 224 zostało potwierdzonych laboratoryjnie. 8235 chorych zmarło.

## Objawy i przebieg
Większość przypadków kończy się śmiercią z wykrwawienia. Naturalnym rezerwuarem są prawdopodobnie owocożerne nietoperze. Najczęściej występuje w krajach tropikalnych. Zarażenie następuje po bezpośrednim kontakcie z chorym, chociaż choroba może także przenosić się innymi drogami. Okres choroby trwa do ok. 2 tygodni (najszybszy przypadek śmierci nastąpił po 4 dniach), przy czym śmiertelność waha się w granicach 60 – 90%.
Pierwsze objawy gorączki krwotocznej przypominają objawy grypy – wysoka temperatura, bóle mięśni, biegunka. W miarę postępu choroby pojawiają się wymioty, bóle brzucha, klatki piersiowej oraz głowy, a także wysypka. W szczytowej fazie choroby może dojść do obfitych krwawień z jam ciała oraz krwotoków wewnętrznych. Niejednokrotnie chory może nawet w tym czasie tracić przytomność i kontakt z otoczeniem, a nawet doznawać zaburzeń psychicznych.
Jedyny znany szczep, który przenosi się drogą powietrzną – Ebola reston – nie jest szkodliwy dla człowieka.

## Profilaktyka
Profilaktyka opiera się na ograniczeniu ryzyka przenoszenia zarazków od zakażonych zwierząt poprzez stosowanie rękawic i innych środków ochronnych. W przypadku wykrycia u zwierząt choroby powinny być one zabijane, a ich ciała usuwane z zachowaniem szczególnych środków ostrożności. Produkty zwierzęce (w tym mięso) powinny być gotowane przed spożyciem. Należy unikać kontaktu z krwią i innymi płynami ustrojowymi osób chorych, powinny być one izolowane przez okres choroby. Podczas opieki nad chorymi należy stosować rękawice i inną odzież ochronną. Wirus Ebola szybko ginie na suchych powierzchniach, a także w wyniku działania mydła, wybielacza, światła słonecznego i suszenia. Wirus Ebola nie jest przenoszony przez komary.

## Rozpoznanie
W Europie podstawami do podejrzenia gorączki krwotocznej Ebola są: gorączka ponad 38,5 °C, przebywanie w ciągu ostatnich 3 tygodni na obszarach, na których wystąpiły ostatnio przypadki tej choroby oraz kontakt z płynami ustrojowymi chorych lub zmarłych na tę chorobę ludzi lub zwierząt (w tym zjedzenie mięsa chorych zwierząt). Dla potwierdzenia diagnozy należy wykluczyć inne choroby mające podobne objawy: malarię, dur brzuszny, riketsjozy oraz inne wirusowe gorączki krwotoczne. Ostateczne potwierdzenie diagnozy następuje w wyniku badań laboratoryjnych za pomocą kilku testów: testu immunoenzymatycznego (ELISA), testów wykrywających przeciwciała (IgM i IgG), łańcuchowej reakcji polimerazy z odwrotną transkrypcją, mikroskopii elektronowej, izolacji wirusa przy zastosowaniu hodowli komórkowej. Pobrane próbki mają najwyższy poziom zagrożenia biologicznego; testy powinny być prowadzone z zachowaniem szczególnych środków ostrożności, przez wyspecjalizowane laboratoria.

## Leczenie
W grudniu 2016 r. badanie wykazało, że szczepionka rVSV-ZEBOV ma 70-100% skuteczności przeciwko wirusowi Ebola, co czyni ją pierwszą potwierdzoną szczepionką przeciwko tej chorobie. Szczepionka rVSV-ZEBOV (Recombinant vesicular stomatitis virus–Zaire Ebola virus) jest szczepionką rekombinowaną, zdolną do replikacji. Składa się z wirusa pęcherzykowego zapalenia jamy ustnej (VSV), który został genetycznie zaprojektowany do ekspresji glikoproteiny z wirusa Zairera, aby wywołać neutralizującą odpowiedź odpornościową na wirusa Ebola. Została stworzona przez naukowców z Narodowego Laboratorium Mikrobiologii w Winnipeg w Kanadzie, które jest częścią Public Health Agency of Canada (PHAC). Firma PHAC wydała licencję na małą firmę, NewLink Genetics, która rozpoczęła opracowywanie szczepionki; NewLink przekierowało licencję na Merck w 2014 r. Od grudnia 2016 r. nie jest dostępna do celów komercyjnych.
Uważa się, że początek skuteczności występuje w ciągu pięciu dni. Jak długo występują korzyści, nie wiadomo.